# Голлоу-Крік (Кентуккі)
Голлоу-Крік (англ. Hollow Creek) — місто (англ. city) в США, в окрузі Джефферсон штату Кентуккі. Населення — 799 осіб (2020).

## Географія
Голлоу-Крік розташований за координатами 38°9′10″ пн. ш. 85°37′28″ зх. д. / 38.15278° пн. ш. 85.62444° зх. д. (38.152646, -85.624468).  За даними Бюро перепису населення США в 2010 році місто мало площу 0,60 км², уся площа — суходіл.

## Демографія
Згідно з переписом 2010 року, у місті мешкали 783 особи в 308 домогосподарствах у складі 243 родин. Густота населення становила 1306 осіб/км².  Було 316 помешкань (527/км²).
Расовий склад населення:
| - 92,7 % — білих - 5,1 % — чорних або афроамериканців - 1,0 % — азіатів - 0,6 % — корінних американців |

До двох чи більше рас належало 0,4 %. Частка іспаномовних становила 0,8 % від усіх жителів.
За віковим діапазоном населення розподілялося таким чином: 18,8 % — особи молодші 18 років, 56,8 % — особи у віці 18—64 років, 24,4 % — особи у віці 65 років та старші. Медіана віку мешканця становила 49,0 року. На 100 осіб жіночої статі у місті припадало 93,8 чоловіків;  на 100 жінок у віці від 18 років та старших — 90,4 чоловіків також старших 18 років.
Середній дохід на одне домашнє господарство  становив 86 311 долар США (медіана — 73 438), а середній дохід на одну сім'ю — 93 375 доларів (медіана — 82 500). Медіана доходів становила 53 021 долар для чоловіків та 50 000 доларів для жінок. За межею бідності перебувало 10,3 % осіб, у тому числі 26,8 % дітей у віці до 18 років та 1,0 % осіб у віці 65 років та старших.
Цивільне працевлаштоване населення становило 480 осіб. Основні галузі зайнятості: освіта, охорона здоров'я та соціальна допомога — 27,9 %, науковці, спеціалісти, менеджери — 13,5 %, роздрібна торгівля — 11,3 %, виробництво — 11,0 %.